# Gordon (Nebraska)
Gordon is een plaats (city) in de Amerikaanse staat Nebraska, en valt bestuurlijk gezien onder Sheridan County.

## Demografie
Bij de volkstelling in 2000 werd het aantal inwoners vastgesteld op 1756. In 2006 is het aantal inwoners door het United States Census Bureau geschat op 1561, een daling van 195 (-11,1%).

## Geografie
Volgens het United States Census Bureau beslaat de plaats een oppervlakte van 2,4 km², geheel bestaande uit land. Gordon ligt op ongeveer 1083 m boven zeeniveau.

## Plaatsen in de nabije omgeving
De onderstaande figuur toont nabijgelegen plaatsen in een straal van 40 km rond Gordon.